# 福岡政章
福岡 政章（ふくおか まさあき、1984年7月12日 - ）は、日本の柔道家。熊本県出身。階級は66kg級。身長167cm。得意技は背負投。綜合警備保障を経て、現在は東海大学付属高輪台高等学校･中等部の監督。

## 経歴
柔道は5歳の時に始めた。鎮西高校2年の時にインターハイ60kg級で3位となった。東海大学に進学後は学生チャンピオンになるなど活躍した。社会人になってからは、2007年の体重別決勝でミキハウスの野村忠宏に敗れるが2位に入った。
さらに、2009年、2010年と2年続けて同学年のライバルである了徳寺学園の平岡拓晃に決勝で敗れるものの、2位になった。一方、国際大会ではグランドスラム・東京で優勝を飾るなど一定の活躍を示した。
2010年から世界選手権代表が各階級2名になったことにより、平岡とともに代表に選出されたものの、世界選手権では初戦で敗れた。
その後階級を66kg級に上げて講道館杯に出場して2位となった。続くグランドスラム・東京では準決勝まで一本勝ち、決勝でも技ありで優勢勝ちして昨年に続く優勝を果たして、この大会2階級制覇を達成した。
2011年4月には体重別の初戦で敗れて世界選手権代表には選ばれなかった。10月のグランプリ・アブダビでは優勝を飾った。
2013年5月の体重別決勝ではパーク24の海老沼匡を有効で破り今大会初優勝を飾った。
8月の世界選手権では3位となった。また、団体戦でも3位となった。

## 戦績
- 2001年 - インターハイ 3位
- 2004年 - 学生体重別 2位
- 2005年 - 学生体重別 優勝
- 2007年 - 体重別 2位
- 2007年 - 講道館杯 2位
- 2008年 - ロシア国際 優勝
- 2008年 - 嘉納杯 3位
- 2009年 - 体重別 2位
- 2009年 - グランドスラム・モスクワ 2位
- 2009年 - ユニバーシアード 個人戦 3位 団体戦 3位
- 2009年 - 講道館杯 優勝
- 2009年 - グランドスラム・東京 優勝
- 2010年 - グランドスラム・パリ 3位
- 2010年 - 体重別 2位
- 2010年 - グランプリ・チュニス 2位
- 2010年 - 講道館杯 2位
- 2010年 - グランドスラム・東京 優勝
- 2011年 - グランドスラム・パリ 3位
- 2011年 - グランプリ・デュッセルドルフ 優勝
- 2011年 - ワールドカップ・ウランバートル 3位
- 2011年 - グランプリ・アブダビ 優勝
- 2011年 - 講道館杯 3位
- 2012年 - 体重別 3位
- 2012年 - 世界団体 2位
- 2012年 - 講道館杯 優勝
- 2012年 - グランドスラム・東京 5位
- 2013年 - グランプリ・デュッセルドルフ 2位
- 2013年 - アジア選手権 2位
- 2013年 - 体重別 優勝
- 2013年 - 世界選手権 個人戦 3位 団体戦 3位
- 2013年 - グランドスラム・東京 5位
- 2014年 - グランドスラム・パリ 3位
- 2014年 - 体重別 3位
- 2014年 - グランドスラム・チュメニ 3位

（出典、JudoInside.com）